# Galerie Daru
La Galerie Daru est une salle historique du palais du Louvre, située au rez-de chaussée de l'aile Denon du musée. Elle fait partie du Nouveau Louvre de Napoléon III (1854-1857).
Avec la Galerie Michel-Ange symétrique, la Galerie Daru était destinée à abriter l'exposition de sculptures du Salon de Paris. La galerie (actuellement salle 406) expose désormais des objets de l'Antiquité grecque et romaine, dont le fameux Gladiateur Borghèse.

## Œuvres
La Galerie Daru expose des chefs-d'œuvre de la collection Borghèse, de la collection papale, de la collection du marquis Campana, ainsi que des objets trouvés lors des fouilles archéologiques menées par le Louvre en Italie au XIXe siècle.

### Collection Borghèse
Autour du Gladiateur Borghèse et du Vase Borghèse se trouvent des sculptures qui ornaient autrefois la Villa Pincio de Rome, ainsi que des portraits romains découverts à Gabies, près de Rome. En 1807, la collection Borghèse est entièrement achetée par Napoléon Ier.

### Collection papale
La collection papale exposée dans la galerie Daru fut confisquée en 1798 en vertu du traité de Tolentino. En 1815, la collection est donnée au Louvre par le pape.

### Collection Campana
En 1863, Napoléon III achète les restes de la  collection du marquis Campana. La galerie Daru expose des portraits et des sarcophages romains qui faisaient partie de cette collection.

## Galerie

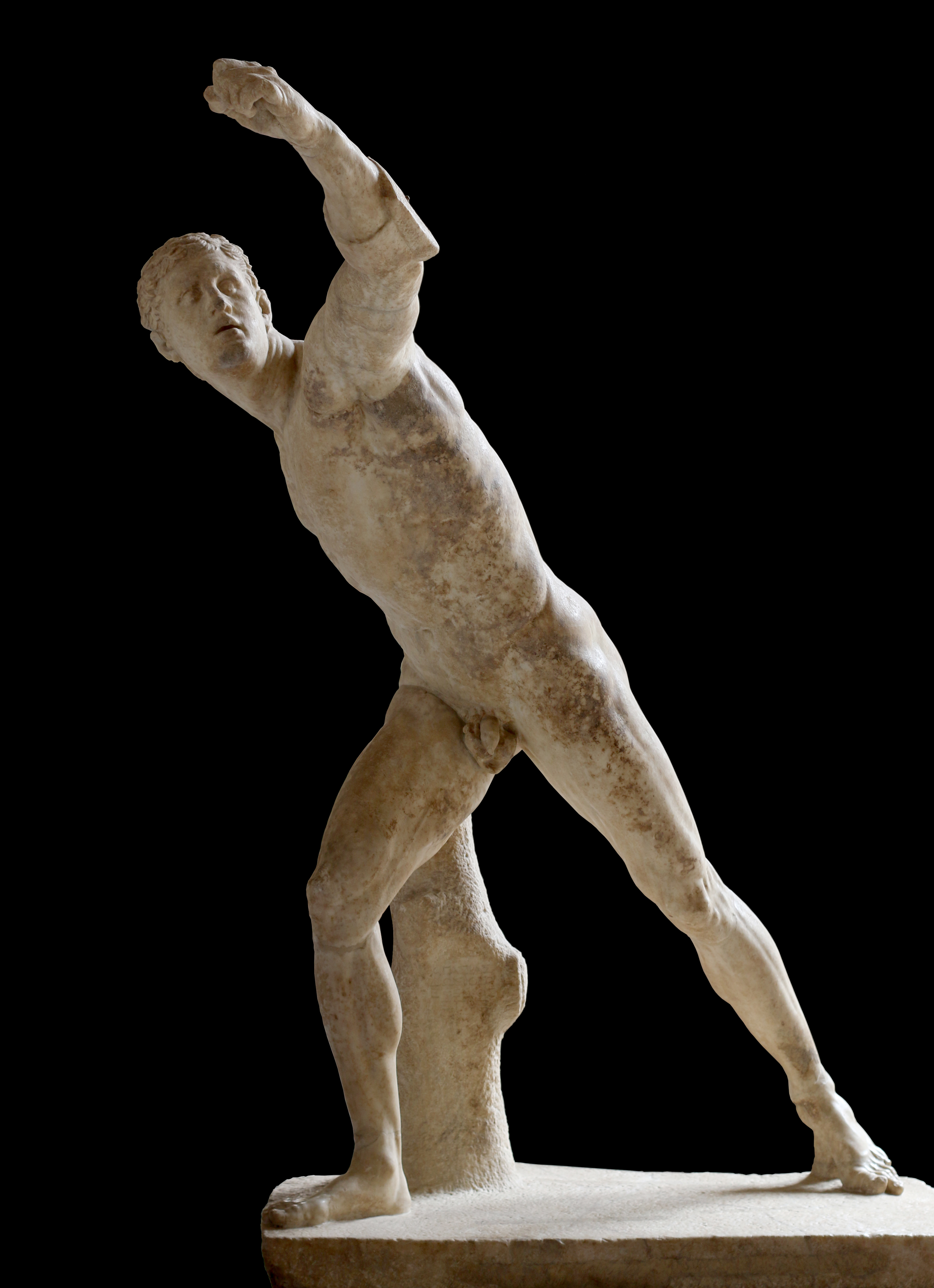
Gladiateur Borghèse.
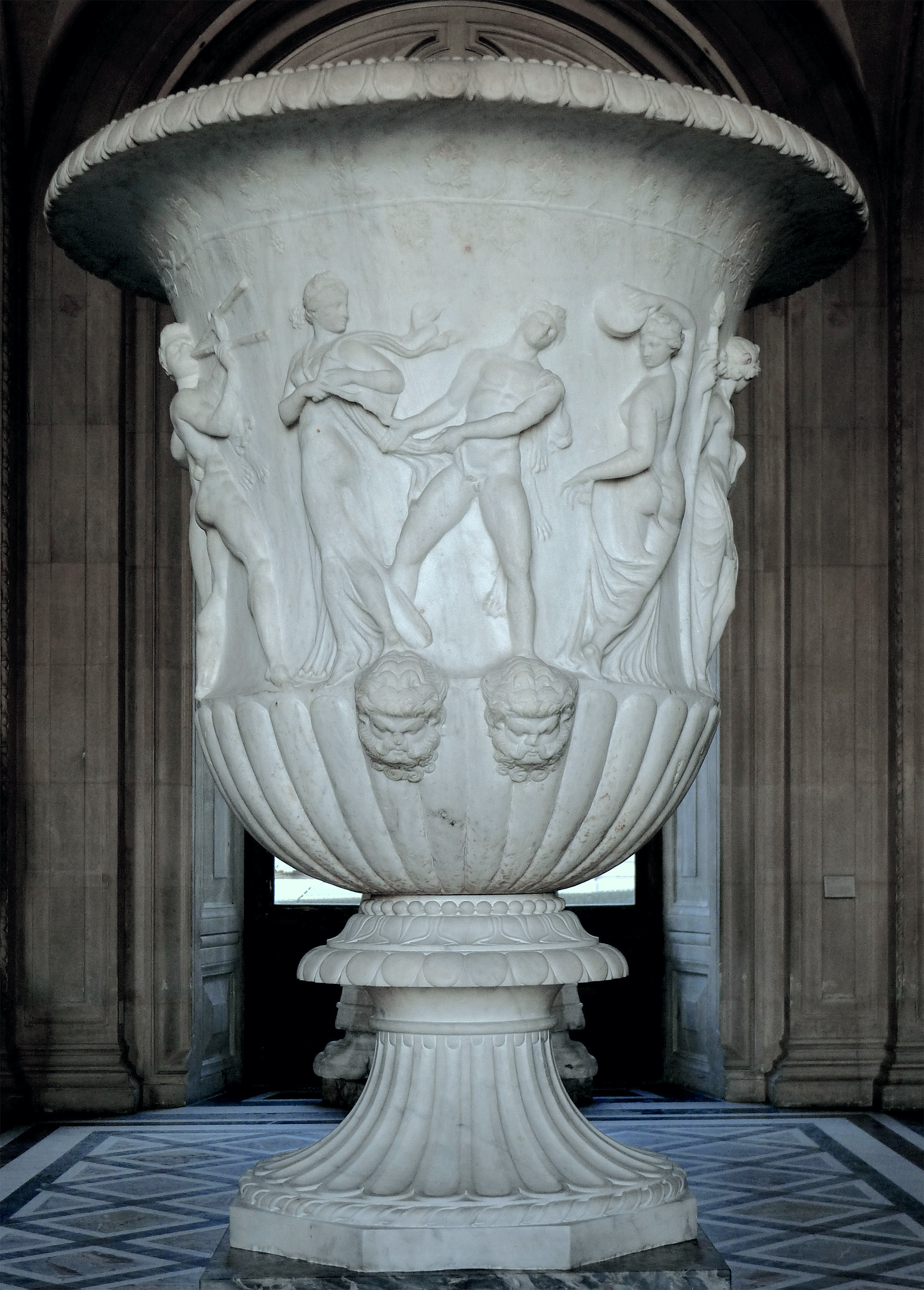
Vase Borghèse.
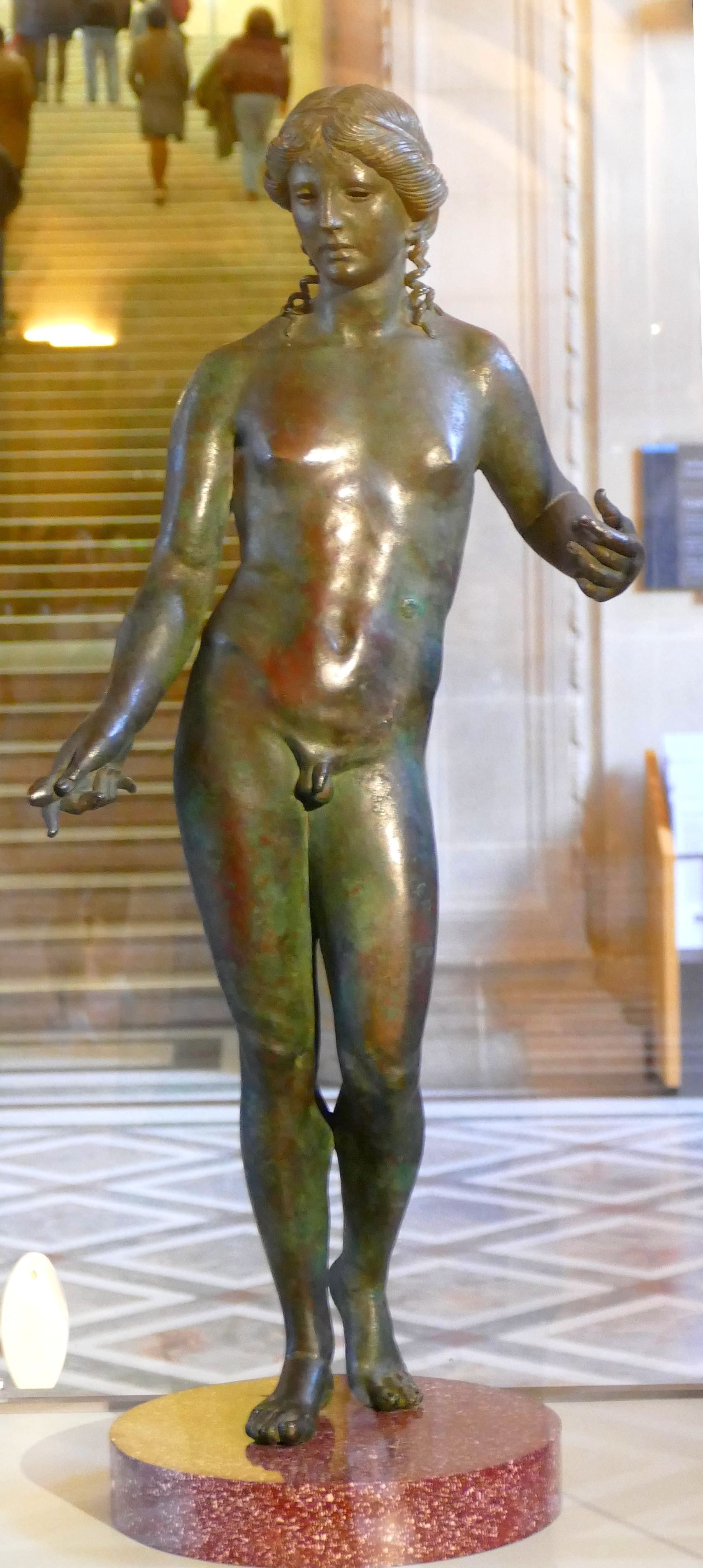
Apollon citharède de Pompéi.
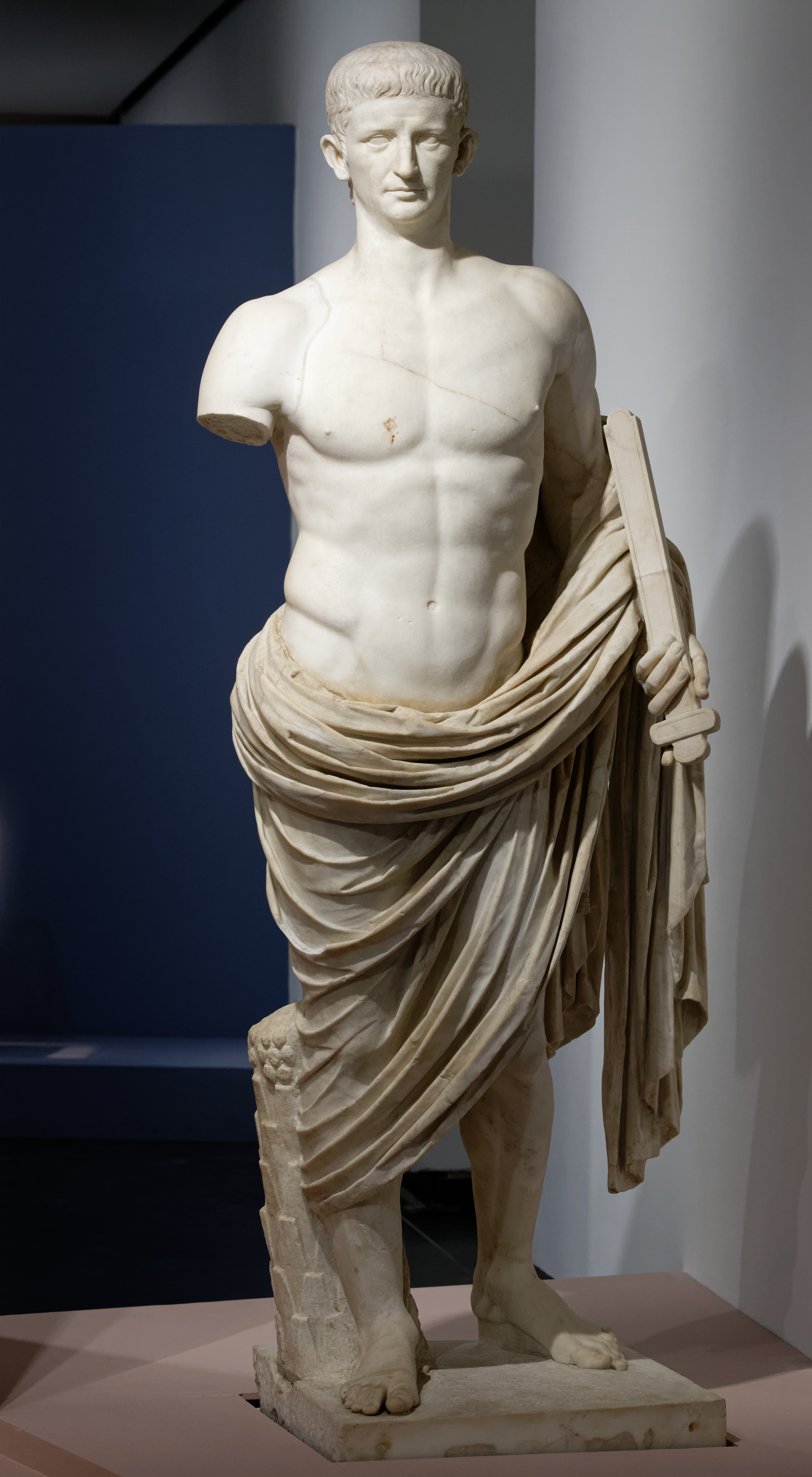
Statue de l'empereur Claude de Gabies.
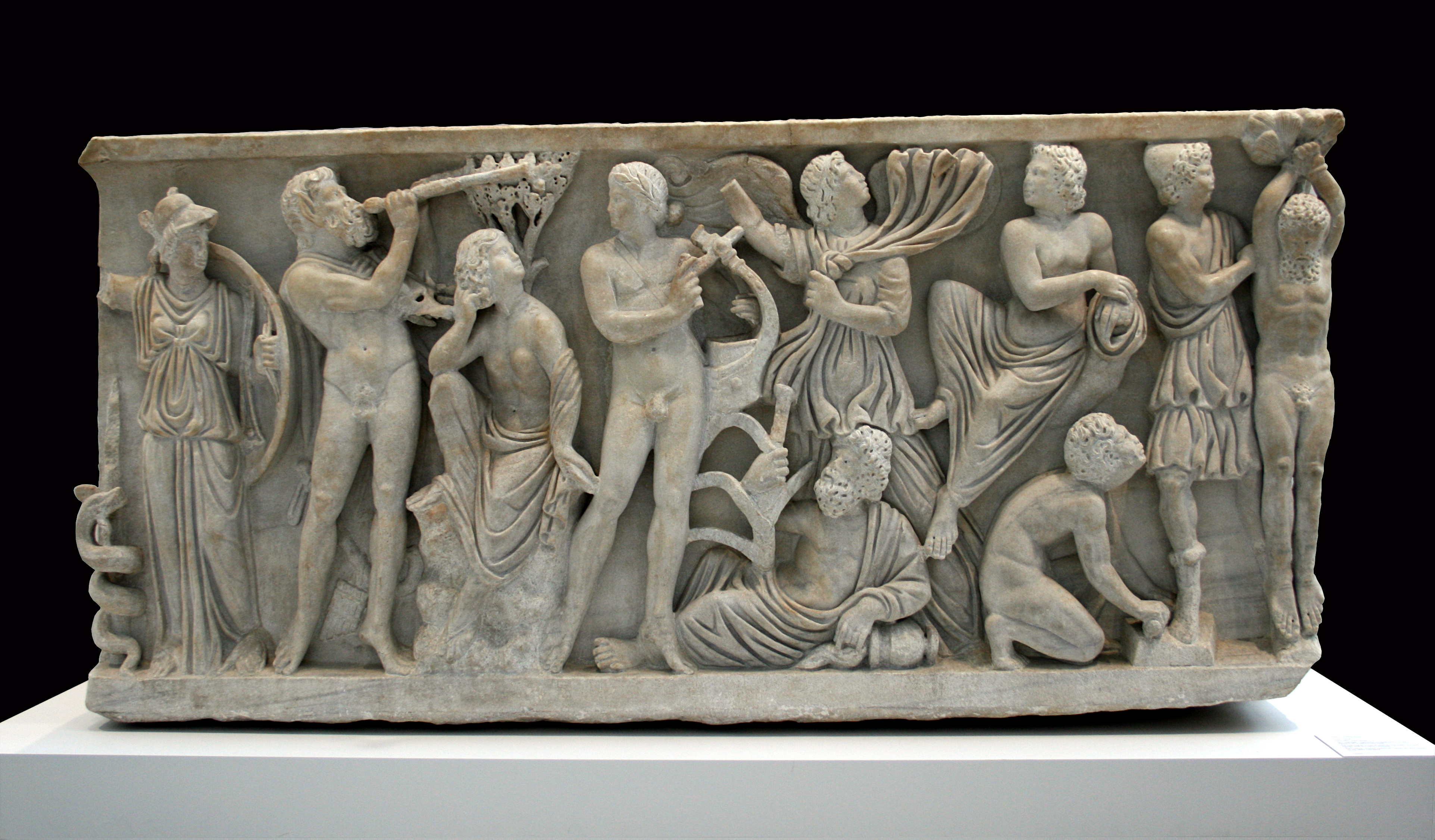
Sarcophage avec  Apollon et Marsyas.

## Liens
- Page de la galerie sur le site du musée
- Galerie Daru dans la base de données du Louvre(fr)
- Musée du Louvre Paris XII 2005 (galerie Daru) - Louvre Collections.